# بني بربر (بوهودة)
بني بربر هي إحدى مشيخات المملكة المغربية، تتبع جغرافيا لإقليم تاونات وإداريًا لبوهودة. يقدر عدد سكانها بـ 8697 نسمة حسب الإحصاء الرسمي للسكان والسكنى لسنة 2004.